# セルツ (フランス)
セルツ （Seltz、ドイツ語:Selz）は、フランス、グラン・テスト地域圏、バ＝ラン県のコミューン。

## 地理
まちはライン川に近くソエル川が流れる。セルツの10km東、ライン川東岸はドイツの都市ラシュタットである。
ストラスブールからローターブールへと広がる氾濫原や草原が占める北リード地方に位置する。アルザスの北端地方であるウトル＝フォレ地方（fr）の一部でもある。ユーロヴェロ15号線がまちを通る。

## 歴史
セルツではライン川を往来することが容易であるため、まちは長い歴史を持つ。
ケルト人はこの地をSalisoと呼び、ローマ人はSaletioと呼ばれるまちの近くに駐屯地をつくった。これら古い時代の遺跡が1900年代に発掘されている。
メロヴィング朝時代はSalosiaと呼ばれ、カロリング朝時代はSaltzとなり城があった。968年、神聖ローマ皇帝オットー1世は、セルツおよび近隣の村を皇后アーデルハイトへ与えた。アーデルハイトは999年にセルツ修道院で没している。彼女の墓は巡礼地となった。1085年、ストラスブール大司教がアーデルハイトの列聖調査を行った。ホーエンシュタウフェン朝のもとセルツは都市の権利を授けられ、1357年に皇帝カール4世が都市の位に引き上げた。

## 人口統計
| 1962年 | 1968年 | 1975年 | 1982年 | 1990年 | 1999年 | 2007年 |
| ------ | ------ | ------ | ------ | ------ | ------ | ------ |
| 2150   | 2387   | 2570   | 2637   | 2584   | 2985   | 3161   |

参照元:EhessとINSEE